# The Journey's End (film 1915)
The Journey's End è un cortometraggio muto del 1915.

## Produzione
Il film fu prodotto dalla Selig Polyscope Company.

## Distribuzione
Distribuito dalla General Film Company, il film - un cortometraggio in una bobina - uscì nelle sale cinematografiche statunitensi il 12 giugno 1915.